# GO!GO!7188
GO!GO!7188 war eine japanische Band. Ihre Musik ist eine Mischung aus Surf, Pop, Rock, und Enka.

## Geschichte
Die Band wurde 1998 von Yumi „Yuu“ Nakashima und Akiko „Akko“ Hamada gegründet. Beide spielten schon an der Shoyo Highschool in Kagoshima, Kyûshû zusammen in einer Judy and Mary Coverband namens Jellyfish. 1999 stieß Schlagzeuger Takayuki „Turkey“ Hosokawa zu ihnen, mit dem sie im Jahr 2000 auf dem Label breast/milia (ein Geschäftszweig von Capitol Records/Toshiba-EMI) ihr Debüt mit dem Album Dasoku Hokou und der Single Taiyô feierten.
Mit der im Juni 2007 veröffentlichten Single Manatsu no Dance Hall kehrten GO!GO!7188 Toshiba-EMI den Rücken und wechselten zu BMG Japan. Die Band gab am 10. Februar 2012 auf ihrer Website ihre Trennung bekannt.

## Name
Die Bedeutung des Bandnamens ist ein Geheimnis. Es gibt jedoch eine populäre Theorie unter japanischen Fans: Gibt man in ein japanisches Handy oder einen Pager die Ziffern 55 71 88 (5 = go) ein, erhält man das Wort のま♥ (NO MA ♥). Noma ist ein Mann, der in der LIVE HOUSE/SR HALL in Kagoshima gearbeitet hat, wo GO!GO!7188 früher spielten. Am 1. Oktober 2006 heiratete Bassistin Akiko Hamada und nahm den Nachnamen Noma an.

## Mitglieder
- Yumi Nakashima (中島優実, dt. Nakashima Yumi, * 1. Dezember 1979) auch als Yuu (ユウ) bekannt, ist für Gesang, Gitarre und Songwriting verantwortlich. Sie ist der stille Kopf der Band und verantwortlich für die Komposition aller Songs. Bei Live-Auftritten wirkt sie sehr konzentriert und vertieft in ihr Spiel und kommuniziert selten mit den Fans. Diese Rolle übernimmt Bassistin Akiko.

2004 veröffentlichte Yuu unter ihrem Spitznamen ihr erstes Soloalbum, Ten no Mikaku (てんのみかく), 2005 gründete sie dann mit Mitgliedern anderer japanischer Bands das Nebenprojekt Chirinuruwowaka, deren erstes Album Iroha (イロハ) erschien im selben Jahr.
- Akiko Noma (ノマアキコ, dt. Noma Akiko, * 13. Februar 1980) auch Akko (アッコ) genannt, übernimmt die Backing Vocals, den Bass und schreibt die Songtexte. Vor ihrer Heirat 2006 hieß sie Akiko Hamada (浜田亜紀子, dt. Hamada Akiko).

2003 brachte sie ihr erstes Soloalbum Kirari (キラリ) auf den Markt, gefolgt vom zweiten Soloalbum Aru yō de nai yō de, aru mono (あるようでないようで、あるもの) im November 2005.
- Takayuki Hosokawa (細川貴之, dt. Hosokawa Takuya, * 10. Juli 1973) wird Turkey (ターキー) genannt und sitzt am Schlagzeug. Vor der Zeit mit GO!GO! spielte er bereits in einer anderen Indie-Mädchenband.

## Veröffentlichungen

### Diskografie
Alben
1. Dasoku Hokou (蛇足歩行), 2000
2. Gyotaku (魚磔), 2001
3. Tora no Ana (虎の), 2002, Cover-Album
4. Tategami (鬣), 2003
5. Kyu Ni Ichi Jiken (九・二一事件), 2003, Live-Album
6. Ryuuzetsuran (竜舌蘭), 2004
7. Gonbuto Tour Nippon Budokan (Kanzen-ban) (ごんぶとツアー日本武道館(完全版)), 2005, Live-Album
8. Best of GO!GO! (ベスト オブ ゴー！ゴー！), 2006, Best Of
9. PARADE (パレード), 2006
10. 569, 2007
11. Tora no Ana 2, 2008
12. Antenna, 2009
13. Go!!GO!GO!Go!! (アルバム), 2010

Singles
1. Taiyou (太陽), 2000
2. Jet Ninjin (ジェットにんぢん), 2000
3. Koi no Uta (こいのうた), 2000
4. Mushi '98 (むし'98), 2000
5. Dotanba de Cancel (ドタン場でキャンセル), 2001
6. Aa seishun (あぁ青春), 2001
7. C7, 2001
8. Ukifune (浮舟) 2002
9. Tane (種), 2003
10. Ruriiro (瑠璃色), 2003
11. Aoi Kiretsu (青い亀裂), 2004
12. Kinkyori Renai (近距離恋愛), 2006
13. Manatsu no Dance Hall (真夏のダンスホール), 2007
14. Kataomoi Fighter (片思いファイター), 2008

Videoalben
1. GO!GO! Daieizosai (Omaketsuki) (GO!GO!大映像祭!(おまけ付)), 2006
2. GO!GO!7188 Gonbuto Tour Nippon Budokan (GO!GO!7188 ごんぶとツアー 日本武道館), 2005
3. GO!GO!7188 Tonosama Tour (GO!GO!7188 とのさまツアー), 2001

### Bücher
Scorebooks
1. Ryuuzetsuran (「竜舌蘭」スコア・ブック)
2. Tategami (「鬣」スコア・ブック)
3. Tora no Ana (「虎の穴」スコア・ブック)
4. Gyotaku (「魚磔」スコア・ブック)
5. Dasoku Hokou (「蛇足歩行」スコア・ブック)
6. Official Fanbook "GO!GO!7188" (オフィシャル・ファン・ブック「GO! GO! 7188」)

## Sonstiges
Im März 2007 waren GO!GO!7188 erstmals außerhalb Japans live zu sehen. Im Rahmen der Japan Nite Tour 2007 traten sie u. a. in New York, Chicago und Los Angeles auf. Nur wenige Monate später im August zog es die Band erneut für zwei Termine in die USA. Diesmal waren sie auf dem Musikfest in Bethlehem und in Chicago.